# Combretum edwardsii
Combretum edwardsii är en tvåhjärtbladig växtart som beskrevs av Arthur Wallis Exell. Combretum edwardsii ingår i släktet Combretum och familjen Combretaceae. Inga underarter finns listade i Catalogue of Life.